# Bouar (oraș)
Bouar  este un oraș  în partea de vest a Republicii Centrafricane. Este reședința prefecturii  Nana-Mambéré.

## Construcțiile megalitice de la Bouar
La nord și est de oraș se găsesc un număr de 70 de grupuri de megaliți construiți cu scop astronomic. Siturile au fost adăugate pe lista tentativelor UNESCO pe data de 11 aprilie 2006 la categoria cultură.